# 愛的嘉卡芭娜
「愛的嘉卡芭娜」（チャンカパーナ）是日本男性偶像組合NEWS第14張單曲，於2012年7月18日由傑尼斯娛樂發售。

## 概要
- 與前作「Fighting Man」隔1年8個月之新曲。
- 「愛的嘉卡芭娜」是新生NEWS（4人體制）首張單曲。
- 此單曲有5個版本，分別有「初回生產限定盤N」、「初回生產限定盤E」、「初回生產限定盤W」、「初回生產限定盤S」和「通常盤」。
- 「初回生產限定盤N」收錄了B面曲「Starry」，由成員小山慶一郎主唱；「初回生產限定盤E」收錄了B面曲「吸血鬼如是說」，由成員加藤成亮主唱；「初回生產限定盤W」收錄了B面曲「躲貓貓…」，由成員增田貴久主唱；「初回生產限定盤S」收錄了B面曲「Addict」，由成員手越祐也主唱；「通常盤」收錄了B面曲「奮力一擊」。
- 在7月30日於Oricon公信榜單曲週榜取得第1名。

## 收錄歌曲

### 初回限定生産盤N
1. 愛的嘉卡芭娜
（作詞：Hacchin' Maya、作曲：ヒロイズム、編曲：CHOKKAKU）
2. Starry
（作詞：小山慶一郎、作曲：ヒロイズム、編曲：大坪直樹）
小山慶一郎主唱
3. Starry（Original Karaoke）

### 初回限定生産盤E
1. 愛的嘉卡芭娜
2. 吸血鬼如是說（ヴァンパイアはかく語りき）
（作詞：加藤成亮、作曲・編曲：中西亮輔）
加藤成亮主唱
3. 吸血鬼如是說（Original Karaoke）

### 初回限定生産盤W
1. 愛的嘉卡芭娜
2. 躲貓貓…（PeekaBoo...）
（作詞：Ryohei、作曲：Chris Meyer、編曲：千葉純治）
増田貴久主唱
3. 躲貓貓…（Original Karaoke）

### 初回限定生産盤S
1. 愛的嘉卡芭娜
2. Addict
（作詞・作曲：手越祐也、編曲：鈴木雅也）
手越祐也主唱
3. Addict（Original Karaoke）

### 通常盤
1. 愛的嘉卡芭娜
2. 奮力一擊（フルスイング）
（作詞・作曲：ヒロイズム、編曲：亀田誠治）
3. 愛的嘉卡芭娜（Original Karaoke）
4. 奮力一擊（Original Karaoke）